# Xã hội dân sự
Xã hội dân sự cấu thành từ tổng thể của các tổ chức xã hội và dân sự tự nguyện mà các tổ chức này tạo nên cơ sở của một xã hội tự vận hành, khác với các cấu trúc quyền lực của một nhà nước (bất kể hệ thống chính trị của nhà nước này thuộc kiểu gì) và các thể chế thương mại của thị trường.
Xã hội dân sự bao gồm không gian gia đình và lĩnh vực tư nhân, được gọi là " khu vực thứ ba " của xã hội, phân biệt với chính phủ và kinh doanh. Đôi khi thuật ngữ xã hội dân sự được sử dụng theo nghĩa tổng quát hơn, là "các yếu tố như tự do ngôn luận, tư pháp độc lập,..., tạo nên một xã hội dân chủ " (Từ điển tiếng Anh Collins). Đặc biệt là trong các cuộc thảo luận giữa các nhà tư tưởng Đông và Trung Âu, xã hội dân sự cũng xem như là một khái niệm về các giá trị của công dân. Một đại diện nổi tiếng của khái niệm này là Nhà bất đồng chính kiến Ba Lan Adam Michnik.
Hoạt động tình nguyện và sự độc lập từ các cơ quan sử dụng quyền lực nhà nước thường được xem là 2 đặc tính của các tổ chức cấu thành xã hội dân sự.

## Định nghĩa
Có nhiều định nghĩa về xã hội dân sự:
- Liên minh vì sự tham gia của công dân - CIVICUS 2005:

Xã hội dân sự là "Diễn đàn giữa gia đình, nhà nước và thị trường, nơi mà mọi con người bắt tay nhau để thúc đẩy quyền lợi chung
- Trung tâm Xã hội dân sự của Trường đại học kinh tế London định nghĩa Xã hội dân sự như sau:

Xã hội dân sự đề cập tới một mảng các hoạt động tập thể tự nguyện xung quanh các giá trị, mục tiêu, ý thích chung. Về lý thuyết, các hình thái tổ chức xã hội dân sự khác biệt hẳn với các hình thái tổ chức nhà nước, gia đình và thị trường. Nhưng trong thực tế thì, ranh giới giữa nhà nước, xã hội dân sự, gia đình và thị trường là khá lẫn lộn, mập mờ và không rõ ràng. Xã hội dân sự thường bao gồm một sự đa dạng về phạm vi hoạt động, các thành viên tham gia và các hình thái tổ chức, khác nhau về mức độ nghi lễ, tự do và quyền lực. Xã hội dân sự thường được hình thành dưới dạng các tổ chức như các hội từ thiện, các hiệp hội, các công đoàn, các nhóm tương trợ, các phòng trào xã hội, các hiệp hội kinh doanh, các liên minh, và các đoàn luật sư.
- Theo cuốn "Chế độ Dân chủ, nhà nước và xã hội" của N.M.Voskresenskaia và N.B.Davletshina:

Xã hội dân sự là xã hội trong đó các tổ chức khác nhau của các công dân như đảng phái, công đoàn, hợp tác xã, nhóm,...thực hiện mối liên hệ giữa công dân với nhà nước, không để cho nhà nước áp bức các công dân của mình.

## Lịch sử
Thuật ngữ xã hội dân sự xuất hiện lần đầu tiên ở châu Âu vào thế kỷ 16 và trở nên phổ biến vào thế kỷ 18. Một số sử gia Trung Quốc cho rằng vấn đề xã hội dân sự đã được nhắc đến ngay từ thời nhà Chu ở Trung Hoa. Theo quan niệm truyền thống châu Âu, xã hội dân sự được coi là một tổ chức (hội) đối trọng với chính quyền, tuy vậy cách hiểu này vẫn chưa được chấp nhận tại Việt Nam vì những lý do chính trị.

## Đặc trưng
- Chỉ ra những ranh giới rõ rệt, một bên là những hoạt động kinh tế tư nhân hướng theo lợi nhuận, bên kia là những hoạt động chính trị hướng vào việc chiếm lãnh và thực thi quyền lực nhà nước;
- Định ra một khu vực đa dạng gồm những hội nhóm và tổ chức khác nhau. Những thành tố này có thể sẽ trở thành những đảm bảo quan trọng cho một chính sách phát triển bền vững và trong khuôn khổ hợp tác của các cơ quan nước ngoài, cần phải được ưu tiên trợ giúp tùy theo thực chất của từng tổ chức;
- Cần phải tiến tới tầm cỡ độc lập về mặt chính trị xã hội, và qua đó, các tổ chức có một tiềm năng quan trọng phục vụ cho tiến trình phát triển dân chủ;
- Miêu tả vai trò các thành tố "dân chủ tham gia" như là một bổ khuyết cho các cơ quan "dân chủ đại diện";
- Có khả năng tiến tới tầm cỡ toàn cầu thông qua việc nối kết với những tổ chức xã hội dân sự khác trên thế giới.

## Xã hội dân sự và dân chủ
Họ lập luận rằng các yếu tố chính trị của nhiều tổ chức tự nguyện tạo điều kiện cho công dân nhận thức tốt hơn và thêm thông tin, cử tri lựa chọn tốt hơn, tham gia vào chính trị, và giữ chính quyền có trách nhiệm hơn  Các quy chế của các tổ chức này có. thường được coi là vi hiến pháp vì họ quen với những người tham gia thủ tục ra quyết định dân chủ.
Gần đây, Robert D. Putnam đã lập luận rằng ngay cả các tổ chức phi-chính trị trong xã hội dân sự đặc biệt quan trọng đối với nền dân chủ. Điều này là do họ xây dựng vốn xã hội, tin tưởng và giá trị chung, được chuyển sang lĩnh vực chính trị và giúp tổ chức xã hội cùng với nhau, tạo điều kiện cho sự hiểu biết về sự liên kết của xã hội và lợi ích trong đó.
Những người khác, tuy nhiên, đã đặt câu hỏi làm thế nào xã hội dân sự dân chủ thực sự. Một số lưu ý rằng các diễn viên bây giờ xã hội dân sự đã thu được một số lượng đáng kể quyền lực chính trị mà không có người trực tiếp bầu hoặc bổ nhiệm họ. Partha Chatterjee đã lập luận rằng, trong hầu hết các thế giới, "xã hội dân sự là nhân khẩu bị hạn chế. "[14] Đối với Jai xã hội dân sự Sen là một dự án tân thực dân do giới tinh hoa toàn cầu lợi ích riêng của họ [15]. Cuối cùng, các học giả khác cho rằng, kể từ khi các khái niệm về xã hội dân sự liên quan chặt chẽ với nền dân chủ đại diện, nó nên được liên kết với những ý tưởng của dân tộc và chủ nghĩa dân tộc.

## Xã hội dân sự và toàn cầu hoá: xã hội dân sự toàn cầu
Xã hội dân sự rất cần cho xã hội: đó là lực lượng cùng góp phần với Nhà nước trong việc xây dựng và thực thi pháp luật, khắc phục tệ quan liêu, tham nhũng của bộ máy nhà nước, là lực lượng khỏa lấp những khiếm khuyết của thị trường, nhằm đạt tới mục tiêu cuối cùng là xây dựng một xã hội tốt đẹp, phồn vinh, hạnh phúc.

## Xã hội dân sự và đảng cộng sản
Edmund Burke, Alexis de Tocqueville và cả những nhà trí thức Nga từ thế kỷ 18 đã cho là xã hội dân sự là nền tảng căn bản cho nền dân chủ. Tuy nhiên Lenin lại cho là sự tiêu diệt xã hội dân sự là điều quan trọng cho nền chuyên chính vô sản. Sử gia Stuart Finkel giải thích, Lenin tin tưởng rằng: "Phạm vi công cộng trong xã hội xã hội chủ nghĩa thì phải thống nhất và duy nhất." và gạt bỏ sự thảo luận cởi mở cho đó là tư tưởng tư sản. Người Bolshevik xem những tổ chức, công đoàn độc lập gây ra sự phân chia trong xã hội. Thật ra những người Bolshevik không thích những tổ chức độc lập vì cùng một lý do mà Burke và Tocqueville đã thán phục những tổ chức này. Bởi vì chúng đã đưa cho con người quyền lực để tự quyết định cuộc sống riêng tư của họ, bởi vì chúng khuyến khích những tư tưởng độc lập và chúng làm cho con người xem xét nhiều về quyền lực của nhà nước.
Trong thời kỳ Cách mạng Tháng Mười họ là đảng chính trị đầu tiên mà có mục tiêu dứt khoát là tiêu diệt bất cứ tổ chức nào mà không được họ trực tiếp lập ra và không trung thành với họ. Tại Liên Xô, ngay cả những tổ chức phi chính trị cũng bị cấm, bởi vì Lenin tin tưởng rằng, tất cả các tổ chức tự nhiên là chính trị; nếu họ không làm chính trị thẳng thắn thì cũng làm chính trị bí mật.
Ngay cả các nhà Marxist chính thống cũng ưa thích tự do mậu dịch hơn là tự do lập hội, kể cả lập ra những hội thể thao phi chính trị hay các hội văn hóa. Điều này là đúng như vậy dưới thời Lenin, Stalin, Krushchev và Brezhnev. Mặc dù nhiều thứ đã thay đổi trong lịch sử của Liên Xô, sự phản bác xã hội dân sự tiếp tục sau cái chết của Stalin tới tận thập niên 1970 và 80.
Những người cộng sản Đông Âu thừa hưởng chứng hoang tưởng này (quan điểm bà Anne Applebaum) có thể là vì họ đã quan sát và thu thập được trong nhiều chuyến viếng thăm Liên Xô, hay vì các đồng chí họ trong mật vụ đã học được khi họ được huấn luyện, trong một vài trường hợp vì chính các tướng lãnh và đại sứ Liên Xô đã ra chỉ thị cho họ làm chuyện đó.
Trong thời kỳ hậu chiến (thế chiến thứ hai), các nước khác mà bị ảnh hưởng bởi học thuyết Bolshevik cũng đã bắt đầu thực hiện một vài chính sách này. Trung Quốc và Triều Tiên là 2 nước hiển nhiên nhất, và họ được xem là ngang hàng hay vượt trên Liên Xô (theo cái nhìn của Anne Applebaum) mà tiêu diệt những tổ chức độc lập.,

## Xã hội dân sự và các nước độc tài
Các chế độ độc tài, như ở nhiều nước Ả Rập, bao gồm những chế độ ở Libya và Iraq, cũng theo những chính sách tương tự như tại các chế độ cộng sản nói trên. Muammar al-Qadhafi đã quá khích quá mức về việc hủy diệt xã hội dân sự đến nỗi ông ta cấm cả việc thành lập một đảng chính trị độc quyền duy nhất, ưa thích cai trị một mình.

## Xã hội dân sự tại Việt Nam
Xã hội dân sự tại Việt Nam phát triển từ khi khái niệm dân chủ và quyền công dân được người Pháp đưa vào Việt Nam đầu thế kỷ 20. Trước năm 1945, các phong trào và tổ chức dân sự phát triển mạnh tại Việt Nam. Sau năm 1945, tại miền Bắc, xã hội dân sự bị hạn chế, gần như xóa bỏ. Trong khi tại miền Nam, xã hội dân sự vẫn tồn tại và phát triển. Sau năm 1975 và đến rất gần đây, xã hội dân sự không được phát triển tại Việt Nam do Việt Nam hạn chế các phong trào dân sự và lập hội. Mãi tới gần đây, từ khi Việt Nam bắt đầu cải thiện các vấn đề về nhân quyền, xã hội dân sự bắt đầu phát triển trở lại. Trong đó, Nghị quyết số 37-NQ/TW về công tác lý luận và định hướng nghiên cứu đến năm 2030 của Đảng Cộng sản Việt Nam có đề cập đến "Xã hội dân sự" như là "vấn đề dân chủ, phát huy quyền làm chủ của người dân đi đôi với hoàn thiện hệ thống chính trị"